# Sadská
Sadská ist eine Stadt im Okres Nymburk in Tschechien. Sie liegt rund 7 Kilometer südwestlich von Nymburk linksseitig der Šembera in der Elbeniederung und gehört zur Mittelböhmischen Region.

## Geschichte

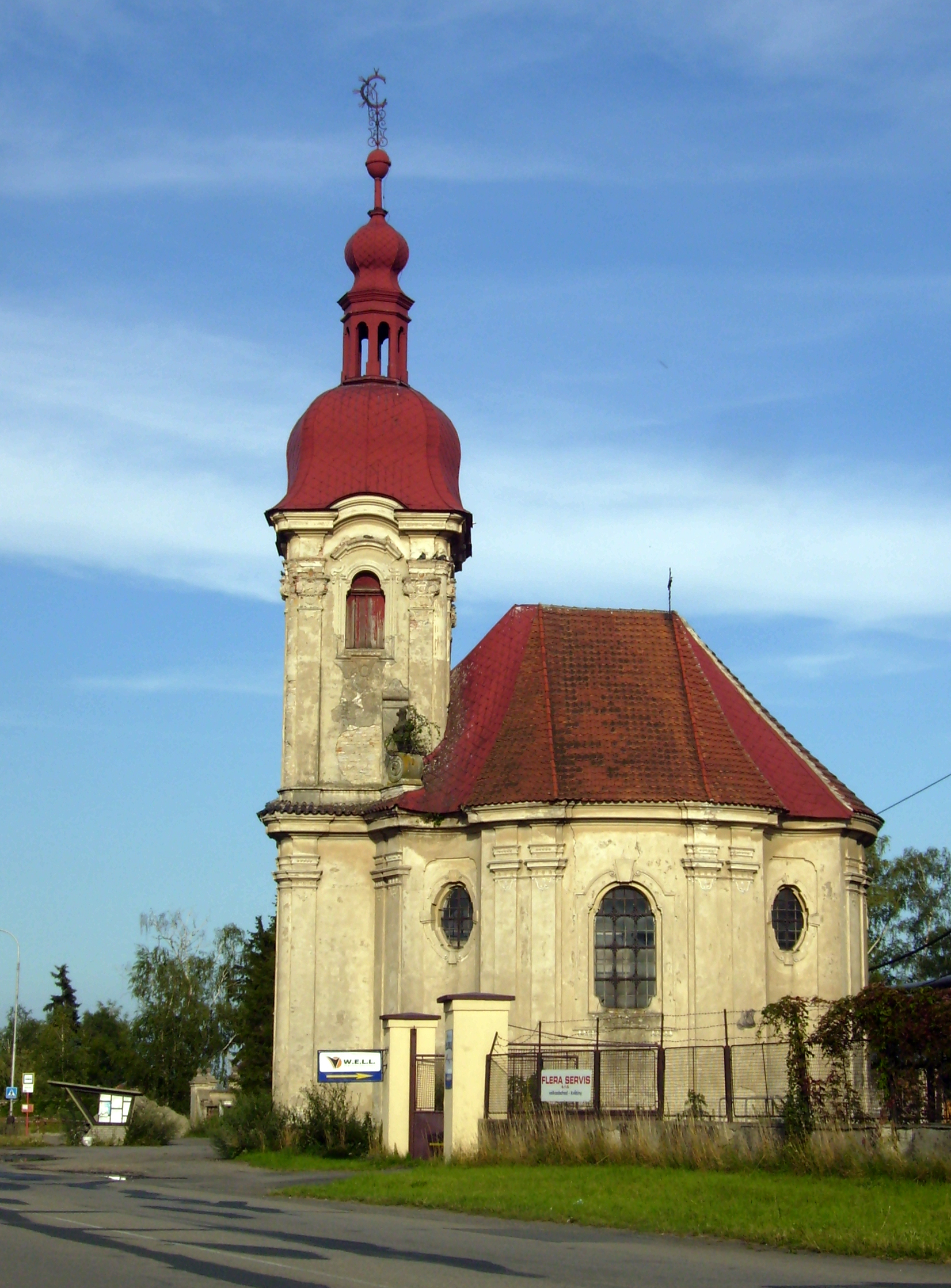
Kapelle der Schmerzensreichen Muttergottes

Auf einem Hügel oberhalb eines bedeutenden Handelsweges von Prag über Náchod und Glatz nach Schlesien entstand – vermutlich an der Stelle einer früheren slawischen Feste – ein Fürstenhof, auf dem im 12. Jahrhundert Hoftage abgehalten wurden. In unmittelbarer Nähe des Fürstenhofes gründete Herzog Bořivoj II. Anfang des 12. Jahrhunderts das Kollegiatstift des hl. Apollinaris. 1124 hielt sich Bischof Otto von Bamberg auf seiner ersten Pommernmission im Kollegiatstift von „Seizka“ auf. Danach überschritt er die Elbe und ging weiter durch das Glatzer Land über Breslau nach Gnesen. Auf dem Hoftag von 1189 wurden in Sadská die Statuten des Herzogs Konrad III. Otto (Statuta ducis Ottoni) verabschiedet, die zu den ältesten böhmischen Rechtsvorschriften gehören.
1362 verlegte Kaiser Karl IV. das Kollegiatstift Sadská in die Prager Neustadt, wo es eine neue Heimstatt auf dem Windberg (Větrná hora) fand. Am 29. November 1362 gründete der erste Prager Erzbischof Ernst von Pardubitz in Sadska ein Augustiner-Chorherrenstift für neun Kanoniker.
Unterhalb der Anhöhe entwickelte sich eine Marktsiedlung, die 1562 durch König Ferdinand I. zu einem königlichen Kammerstädtchen erhoben wurde. 1665 und 1712 wurde das Städtchen durch Brände verwüstet. Im 18. Jahrhundert entstanden um eine Mineralquelle Badehäuser und Badeanlagen, die später jedoch an Bedeutung verloren. Kaiser Joseph II. erhob Sadská 1784 zur königlichen Kameralstadt.

## Sehenswürdigkeiten

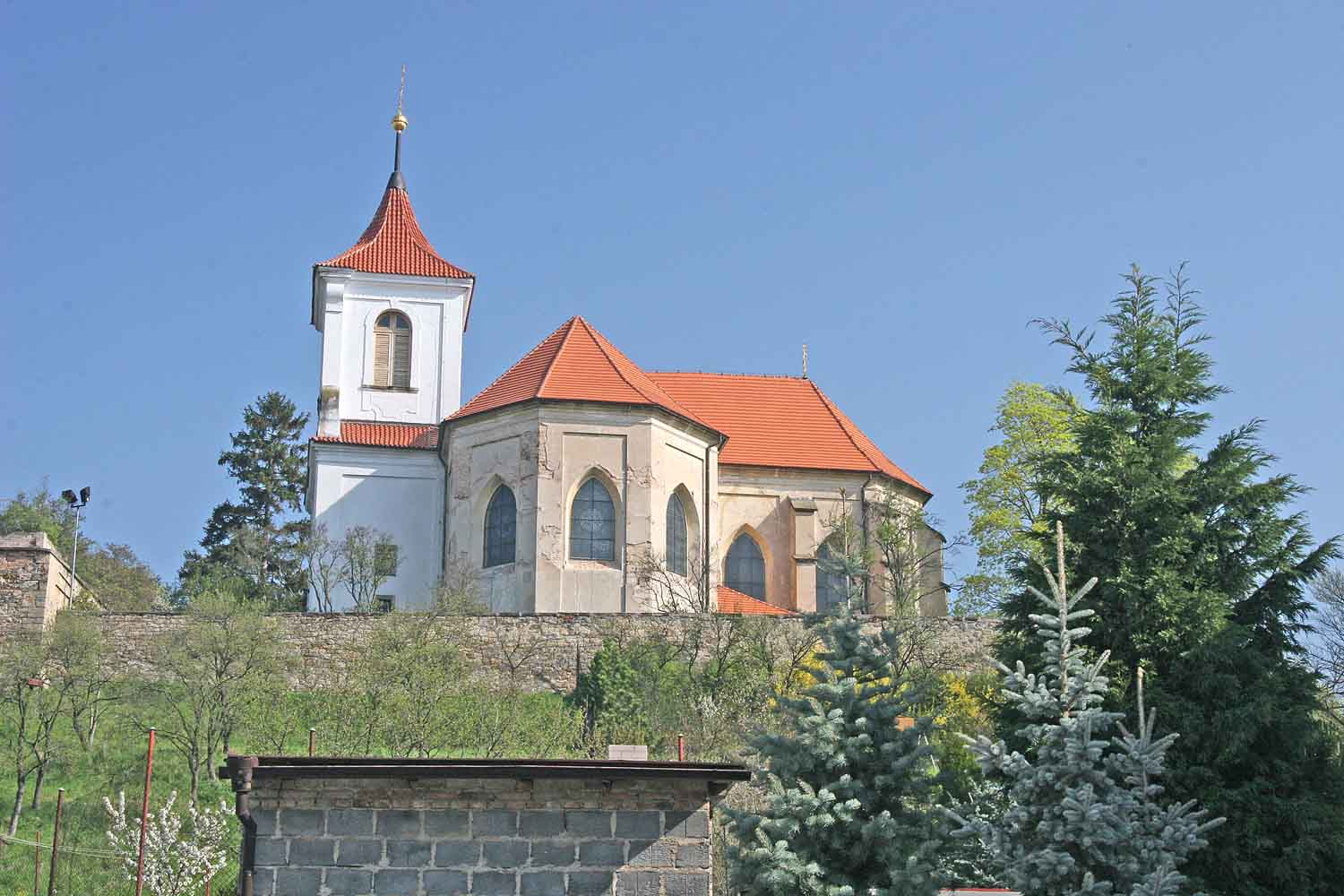
Kirche St. Apollinaris

- Die Pfarrkirche St. Apollinaris (Kostel Sv. Apolináře) entstand um 1370. Sie wurde zwischen 1737 und 1739 nach Plänen von Kilian Ignaz Dientzenhofer barockisiert.
- Die Kapelle der Schmerzensreichen Muttergottes (Kaple Bolestné Panny Marie) in der Nähe der ehemaligen Kuranlage wurde 1714–1721 erbaut. Der Entwurf stammt zum Teil von Kilian Ignaz Dientzenhofer. Zwischen 1775 und 1779 wurde die kleine Kapelle umgebaut und vergrößert.
- Die Pestsäule auf dem Marktplatz ist von 1748.
- Barocker Stadtglockenturm von 1691.

## Persönlichkeiten
- Franz Xaver Niemetschek (1766–1849), Philosoph, Lehrer und Musikkritiker